# Haliplus excoffieri
Haliplus excoffieri is een keversoort uit de familie watertreders (Haliplidae). De wetenschappelijke naam van de soort is voor het eerst geldig gepubliceerd in 1991 door Vondel.